# Мала пијаца (Београд)
Мала пијаца (Мали пијац) основана је у првој половини 19. века у кварту Савамалски у Београду. Налазила се између хотела Бристол и Београдске задруге до Јаворске улице, данашња Улица Светозара Радића, све до дрвара.

## Историја
Мала пијаца је често у народу називана Мали пијац. Налазила се у близини реке Саве често је плављена.

Поплаве су одавно ушле чак и у кафанску поезију, па су сви градски боеми знали и певали песму Београдски Мали пијац потопила Сава. Мали пијац налазио се у околини данашњег хотела Бристол, а изливање Саве на њеној десној обали, пре Другог светског рата, била је уобичајена појава.
| „ | Мали пијац, ето тако Потопила Сава; Мога дику, ето тако Заболела глава. | ” |

Године 1864. Мала пијаца је променила назив у Пијаца Светог Николе.

## Изглед Мале пијаце
На Малој пијаци су се окупљали трговци са свих страна и дуго је била синоним за целокупну београдску трговину. Због честих поплава је затворена.

### Крст са Малог пијаца
На средини те пијаце дуго се налазио један крст од црвеног мермера ограђен гвозденом оградом. Тај крст је подигао о свом трошку београдски трговац Ћира Христић, као знак да се улази у хришћанску државу. Крст је подигнут у знак сећања на Карађорђеве устанике.  У близини је била и кафана Спуж, мала лађарска кафана названа по лађарском знаку (спужасти кљун лађе).
 Постављен је децембра 1862. године и као симбол победе над Турцима.

Године 1909. је уклоњен са тог места и пребачен у парк код хотела Бристол где се и данас налази.

## Занимљивости
- У Београдским општинским новинама објављено је који делови вароши су у систему чишћења. Кад је реч о Малој пијаци чисти се цео калдрмисан простор све до дрварских плацева.[8]
- Одношење ђубрета из кварта Савамалског, са Мале пијаце је понедељком, као и у улицама Савска, Краљева Марка, Мајданска.[9]